# Paris (Texas)
Paris ist eine Stadt im US-Bundesstaat Texas der Vereinigten Staaten und Verwaltungssitz des Lamar Countys. Das U.S. Census Bureau hat bei der Volkszählung 2020 eine Einwohnerzahl von 24.476 ermittelt.

## Geographie
Die Stadt liegt im Osten von Texas, rund 158 Kilometer nordöstlich von Dallas.

## Geschichte
Paris war im 20. Jahrhundert ein Zentrum des Baumwollanbaus und -handels, nicht zuletzt aufgrund der verkehrsgünstigen Lage an einer nordwärts führenden Verkehrsachse von San Antonio kommend (die bei Paris den Red River überquert), und einem zentralen Kreuzungspunkt mehrerer Eisenbahnlinien. Obwohl bis heute Baumwolle angebaut wird, ist deren wirtschaftliche Bedeutung deutlich zurückgegangen. Heute sind die beiden für die umgebende Region zuständigen Krankenhäuser die wichtigsten Arbeitgeber der Stadt.

## Sonstiges
Der Film Paris, Texas von Wim Wenders ist nach dieser Stadt benannt, obwohl weder die Handlung des Films dort spielt noch eine Szene dort aufgenommen wurde. Der Netflix-Film The Wrong Paris (2025) handelt von Paris, Texas.

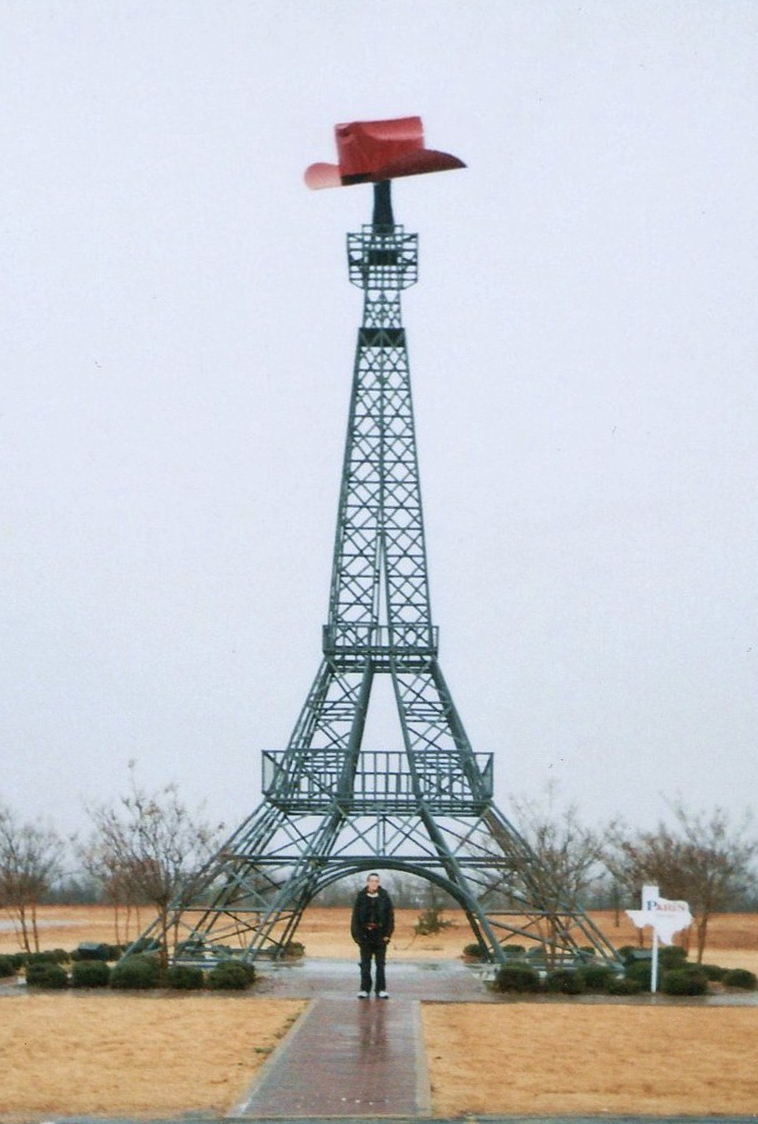
Paris Texas Eiffelturm

In Paris steht ein knapp 20 Meter hoher Nachbau des Eiffelturms, auf welchem seit 1998 ein landestypischer roter Cowboyhut sitzt.
Paris wurde 1998 von Kevin Heubusch in seinem Buch The New Rating Guide to Life in America’s Small Cities als „Best Small Town in Texas“ (Beste Kleinstadt in Texas) ausgezeichnet.

## Söhne und Töchter der Stadt
- Richard Fullbright (1901–1962), Jazzmusiker
- John Osteen (1921–1999), Gründer der Lakewood Church
- Joel Helleny  (1956–2009), Jazzmusiker
- William H. Hill (1930–2000), Komponist und Musikpädagoge
- Kenneth McDuff (1946–1998), Serienmörder, der als „Broomstick-Killer“ Kriminalgeschichte schrieb
- Shangela Laquifa Wadley (* 1981), Dragqueen und Reality-TV-Persönlichkeit
- John Morris (* 1984), Synchronsprecher
- Ash Christian (1985–2020), Schauspieler, Regisseur und Filmproduzent
- Elle Evans (* 1989), Model und Filmschauspielerin